# Юзеф Морозевич
Юзеф Морозевич (27 березня 1865 — 12 червня 1941, Варшава) — польський мінералог, петрограф та геолог кінця XIX — початку XX століття, широко відомий працями у галузі петрографії та синтезу мінералів гірських порід, видатний польський організатор геологічної науки.

## Життєпис
Юзеф Морозевич народився у 1865 році у містечку Жендяни. Середню школу закінчив у Ломжі (1874—1884). Батько — Морозевич Август.
У 1885—1889 році навчався і закінчив природниче відділення фізико-математичного факультету Варшавського університету. Після закінчення залишився при університеті як хранитель Мінералогічного музею. В 1889—1893 роках — стипендіат для приготування до професорського звання. В цей час Морозевич займається геологічними дослідженнями на Волині та в Малих Карпатах і Татрах, результати яких надрукував в роботах.
В 1895 році брав участь в експедиції Ф. М. Чернишова (на той час віце-директора Геологічного Комітету в С.-Петербурзі) на Нову Землю, звіт про роботу в якій Морозевич надрукував в 1896 році.
Магістерська дисертація: «Досліди над утворенням мінералів у магмі» (1897).
З травня 1897 року магістр геології Морозевич працював у Геологічному Комітеті в С.-Петербурзі на посаді геолога, куди його запросив Ф. М. Чернишов. Праця в Геологічному Комітеті давала змогу молодому і здібному геологу перспективу геологічних досліджень на безкраїх теренах царської Росії. В цей період своєї діяльності Юзеф Морозевич бере активну участь в багатьох дослідницьких експедиціях на Урал, Командорські острови, а також веде дослідження в Україні.
В 1902 році Морозевича обирають членом-кореспондентом Краківської академії наук.
У 1903 році за дорученням Гірничого департаменту він очолив експедицію на Командорські острови. Результати експедиції лягли в основу двох наукових праць Ю. Морозевича — монографії "Остров Медный (1912 р.) і «Komandory» (1925 р., Варшава, польською мовою).
У 1919 році ухвалою Сейму Речі Посполитої постав Державний Інститут Геологічний (Państwowy Instytut Geologiczny), організований і керований Ю.Морозевичем. Ю.Морозевич був його директором з 1920 до 1937 р.
Юзеф Морозевич був доктором гоноріс кауза Ягеллонського університету (1910), Варшавської політехніки (1930), членом Польської академії та Варшавського наукового товариства, членом Румунської академії наук, нагороджений як польськими орденами, так і закордонними відзнаками. Юзеф Морозевич є засновником і творцем «краківської петрографічної школи».
Ю. А. Морозевич помер у 1941 році, 12 червня під час окупації Польщі нацистами. Похований на Повонзківському цвинтарі (cmentarz Powązkowski).

## Дослідження Морозевича в Україні
Український період наукової діяльності Морозевича пов'язаний з дослідженням Приазовської кристалічної смуги, де він виділив багату лугами породу під назвою маріуполіт. У вересні 1897 року за дорученням Геологічного Комітету Морозевич проводив геологічні спостереження щодо будови і складу кристалічної площі в межах Маріупольського повіту, складеної головним чином із ґнейсів та ґранітних порід.
Влітку 1901 року він продовжує свої дослідження вже в Олександрівському повіті Катеринославської губернії (верхів׳я лівих приток Дніпра: Конки і Гайчура; ліві притоки р. Берди: Бельманка, Грузька, Каратюк).
В Маріупольському повіті в цьому ж році Морозевич досліджував верхів׳я р. Сухі Яли, що також належать до системи Дніпра. На цій площі пануючими є ґнейсо-біотитові та амфіболові породи.
Влітку 1901 року Морозевич оглянув лівий берег Кальміуса в Таганрозькій окрузі, та всі значні впадаючі в Кальміус балочки, починаючи з Водяної (північніше Каракуби) і закінчуючи балкою Ханженкова на півдні (біля Сартани). Цими спостереженнями закінчувалося геологічне дослідження Приазовської кристалічної площі. Під цим терміном Морозевич розумів площу суцільного розвитку кристалічних утворень, що простяглася вздовж берегів Азовського моря і замкнену між впадаючими в нього річками: Молочною на заході і Грузьким Єланчиком на сході. Площа ця, як показав Морозевич, являє одне ціле, характерне геологічне утворення, яке відрізняється багатьма особливостями.
Велика робота провів Морозевич із вивчення мінералогії і петрографії Татр і Малих Карпат, де відкрив кілька нових мінералів.

## Найважливіші роботи
- «Opis mikroskopowo-petrograficzny skał wybuchowych Wołyńskich i granitów tatrzańskich» («Pam. fizyogr.», IX, Варшава, 1889);
- «Przyczynki do petrografii Krajowej» (ib., X, 1890);
- «К петрографии Волыни» (Варшава, 1893);
- «Über die Bildung der Minerale im Magma» («Tschermak's Mineralog. u. Petrogr. Mitth.», т. XVIII, 1898);
- «Гора магнитная и ее ближайшие окрестности» («Труды Геологич. Комитета», 1901);
- «О bekelicie, cero-lantano dydymokrzemiami wapnia» («Rozpzawy Krak. Acad. Um.», 1904) та інші.
- Autobiografię Życie Polaka w zaborach i odzyskanej ojczyźnie (1865—1937). 1938.
- Mariupolite i jego krewniaki // Travaux du Service Géologique de Pologne.– Warszawa.– 1929.– Vol.II.– L. 3.

Переклади:
- «Mineralogii» K.F.Petersa (1894), пізніше — «Geografii fizycznej» A. Geikiego (1896),
- «Podręcznika mineralogii» G. Tschermaka, «Dzieje Ziemi» M.Neumayra.
- «Zasad nauki o skałach» H. Rosenbuscha i A. Osanna (класичний підручник петрографії для університетів).
- Морозевич Ю. А. Опыты над образованием минералов в магме. Экспериментальное

исследование // Варшава, 1897.
Праці про геологію України
- Морозевич Ю. А. Геологические исследования, произведенные в Мариупольском уезде летом 1898 г. / Известия Геологического Комитета // СПб. — 1898. — Т. XVII, № 6. — С. 287—295.
- Морозевич Ю. А. Геологические наблюдения, произведенные в Бердянском уезде летом 1899 г. // Известия Геологического Комитета.– 1899. — Т. XVIII, № 8. — С. 371—382.
- Морозевич Ю. А. О литологическом составе южно-русской кристаллической площади в пределах Мариупольского уезда / Известия Геологического Коми тета // СПб. — 1898. — Т. XVII, № 3.– С. 133—167.
- МорозевичЮ. А. Геологические исследования, произведенные в Мариупольском уезде летом 1898 г. / Известия Геологического Комитета // СПб. — 1898. — Т. XVII, № 6.– С. 287—295.
- Морозевич Ю. А. Отчёт о заграничной командировке // Известия Геологического Комитета. — 1901.– Т. XX, № 9.– С. 521—542.
- Морозевич Ю. А. Геологические наблюдения, произведенные в Александровском уезде и Таганрогском округе летом 1901 г. // Известия Геологического Комитета. — 1901. — Т. XX, № 10. — С. 555—574.
- Морозевич Ю. А. Об одном крайнем члене нефелиновых сиенитов — мариуполите и связанных с ним породах Мариупольского уезда // Зап. Имп. мин. о-ва.– 1902.– Сер. 2, ч. XXXIX.– С. 44-51.
- Морозевич Ю. А. О поездке летом 1908 г. в Мариупольский уезд // Записки Имп. СПб. Минералогического общ-ва.– 1909.– 2 сер., ч. 47.– С. 21-22.
- Morozewicz I. Mariupolite i jego krewniaki // Travaux du Service Geologique de Pologne.– Warszwa.– 1929.– Vol. II.– L. 3.

## Нагороди
За дослідження гірських порід Волині нагороджений золотою медаллю Варшавського університету.